# Giovanni Dello Jacovo
Giovanni Dello Iacovo (Montesarchio, 29 giugno 1916 – Napoli, 3 settembre 1968) è stato un politico italiano.

## Biografia
Nella seconda guerra mondiale fu Ufficiale dell'Esercito Italiano in Africa del Nord. Insignito della Croce di Guerra, comandò una compagnia combattente nel Sahara Settentrionale, formata da militari italiani e soldati indigeni. Dopo la sconfitta di Rommel ad El-Alamein fu incaricato di proteggere con la sua truppa la ritirata dell'Esercito Italiano. Fatto prigioniero dall'Esercito del Regno Unito presso Marsa Matruh, fu consegnato agli statunitensi.
Dal 1943 al 1946 fu prigioniero di guerra degli statunitensi, rinchiuso nel campo di prigionia di Hereford per non cooperatori. Qui ebbe come compagni di prigionia Giuseppe Berto, Dante Troisi, Giosuè Ravaioli, Gaetano Tumiati, Alberto Selva ed altri; la sua baracca era quella degli antifascisti con tendenze socialiste o comuniste. Nel campo di Hereford il trattamento dei prigionieri di guerra era fortemente oppressivo; la fame era strumento ordinario di coercizione rivolto ad ottenere l'adesione alle attività belliche degli Alleati anche in Italia, e non di rado i non collaboranti erano oggetto di violenze; la cattura dei serpenti a sonagli per alimentarsi fu un espediente cui Giovanni Dello Iacovo dovette di frequente ricorrere.
Nel libro Quelli che dissero di no di Arrigo Petacco, è rievocato un episodio che vide protagonisti il futuro deputato comunista insieme al futuro deputato del Movimento Sociale Italiano, Beppe Niccolai: il loro rifiuto a diventare collaboratori valse loro un riconoscimento dagli stessi carcerieri, You are true soldiers (in italiano: "Voi siete veri soldati").
Un altro episodio, sempre legato al campo di prigionia texano, è citato nel libro di Andriano Angerilli, Hereford, Texas: onore e filo spinato (Novecento, Trieste, 2010). Una volta Gianni Roberti, altro reduce di Hereford, ma che nel 1948 aveva scelto la CISNAL e il MSI, "deputato nella stessa circoscrizione campana, rammentava che durante un comizio elettorale, sceso dal palco incrociò proprio Dello Iacovo, che si apprestava a salirvi. Si riconobbero istantaneamente, abbracciandosi commossi, mentre la gente assisteva senza capire a quei calorosi, più che amichevoli, atti di affetto tra due diretti avversari politici, ignorando la loro lunga, comune convivenza nel reticolato texano".
Negli anni di prigionia si dedicò ad approfonditi studi di Filosofia ed Economia Politica di cui restano appunti critici autografi; maturò così la visione politica che lo guidò nelle scelte di vita che fece al suo rientro in un Italia devastata dalla guerra, dove aderì al Partito Socialista Italiano di Unità Proletaria (sezione Mercato di Napoli) e poi al PCI. Nel 1947 divenne Segretario politico della sezione PCI dei Quartieri Spagnoli di Napoli, fino ad allora in totale abbandono. Nello stesso anno sposò Maria Buongiovanni, italo-francese reimmigrata in Italia da Lione (FR) ove aveva militato in Giustizia e Libertà, durante la Resistenza ai Nazisti occupanti.
La sempre più intensa attività politica e l'entusiasmo per gli ideali socialisti, lo determinarono a dedicare la sua vita all'affermazione dei principi della democrazia costituzionale e del socialismo per il riscatto degli oppressi e la rinascita del Mezzogiorno d'Italia. Laureato in Giurisprudenza, funzionario pubblico (vice-Direttore della Tesoreria Provinciale a Napoli) lasciò, nel 1948, la Banca d'Italia, proprio all'atto della sua nomina a Direttore della Tesoreria Provinciale di Chieti per restare funzionario del partito. Il PCI napoletano subito lo destinò alla Federazione provinciale di Caserta, ove fu vice segretario politico, con Attilio Esposto segretario politico. Furono anni di un'intensa attività politica ed organizzativa rivolta al mondo contadino della Terra di Lavoro, preda degli aggressivi scherani dei proprietari terrieri.
Tra il 1948 e il 1949, dirigente della Federazione Comunista di Napoli, fu trasferito in Basilicata, a Matera durante le lotte bracciantili A Matera Giovanni Dello Iacovo visse a lungo nel Sasso Caveoso, là dove si svolgeva la durissima esistenza dei braccianti, dei contadini poveri e delle loro famiglie, le cui lotte per la conquista dei diritti costituzionali e della Riforma Agraria per l'assegnazione delle terre incolte, promosse e guidò. Fu anche consigliere comunale per il PCI.
Nelle elezioni politiche del 19 maggio 1968, fu eletto deputato alla Camera dei deputati, nel collegio di Napoli per il Partito Comunista Italiano. Negli archivi della V Legislatura la sua attività parlamentare è limitata dal 26 maggio, giorno della proclamazione, al 3 settembre, giorno della sua morte.
È stato componente della XI Commissione Agricoltura e Foreste. Tre le proposte di legge presentate come cofirmatario: Modifiche e integrazioni alla legge 18 marzo 1968, n. 238, ed al successivo decreto del presidente della Repubblica 27 aprile 1968, n. 488 - Aumento e nuovo sistema di calcolo delle pensioni a carico dell'assicurazione generale obbligatoria (presentata il 5 giugno 1968); Fondo di solidarietà nazionale contro le calamità naturali e le avversità atmosferiche in agricoltura (presentata il 27 giugno 1968); Norme e condizioni per la cessione delle barbabietole all'industria zuccheriera (presentata il 1º luglio 1968).
Notizie salienti della sua attività politica e della sua vita si ricavano dalla commemorazione del presidente della Camera dei Deputati, Sandro Pertini, in occasione della seduta del 2 ottobre 1968, primo giorno di convocazione dopo la pausa estiva e successivo di un mese alla morte avvenuta il 3 settembre. Pertini comunica che il deputato cinquantaduenne "stroncato da un male inesorabile, si spegneva in una clinica di Napoli", lasciando la moglie Maria e l'unico figlio Rossano. "L'essere stato segretario di una sezione del suo partito nel centro di Napoli – ricorda il futuro settimo presidente della Repubblica – accrebbe la sua sensibilità sociale e la sua ansia di risolvere i problemi della popolazione più bisognosa, problemi che in molti casi erano quelli primordiali dell'uomo". Pertini sottolinea, in particolare, anche il contributo, come consigliere comunale di Matera, "alla redazione della legge per l'abolizione dei tuguri, cioè dei tristemente famosi «sassi» di Matera".